# Mount Nordhill
Mount Nordhill ist ein rund 2925 m hoher und spitzer Berg im Palmerland auf der Antarktischen Halbinsel. Im Ostkamm der Welch Mountains ragt er zwischen dem Steel Peak und dem Kosky Peak auf.
Der United States Geological Survey kartierte ihn im Jahr 1974. Das Advisory Committee on Antarctic Names benannte ihn 1976 nach Commander Claude H. Nordhill, Einsatzoffizier der Flugstaffel VXE-6 bei der Operation Deep Freeze im Jahr 1970 sowie kommandierender Offizier im Jahr 1972.